# Nyctinomops macrotis
Nyctinomops macrotis — вид рукокрилих родини молосових.

## Етимологія
Назва виду походить від грец. μάκρος — «довге» і грец. ωτός — «вухо».

## Середовище проживання
Країни мешкання: Аргентина, Бразилія, Канада (Британська Колумбія), Колумбія, Куба, Домініканська Республіка, Еквадор, Французька Гвіана, Гаяна, Гаїті, Ямайка, Мексика, Суринам, США (Аризона, Каліфорнія, Колорадо, Канзас, Міннесота, Невада, Нью-Мексико, Оклахома, Техас, Юта). Поширений від рівня моря до 2600 м у сухих і соснових лісах, знайдений в міських районах.

## Морфологія
Морфометрія. Загальна довжина: 180 мм, хвіст: 546 мм, задні ступні: 12 мм, вуха: 28 мм, передпліччя: 58—64 мм, вага: 10—14 грам.
Опис. Nyctinomops macrotis є найбільшим представником роду. Спинне хутро блискуче, варіюється від блідого червонувато-коричневого до темно-коричневого і чорнуватого. Волоски при основі близькі до білих. Зубна формула: I 1/2, C 1/1, P 2/2, M 3/3, всього 30.
Генетика. 2n=48, FN=58 хромосом.

## Стиль життя
Сідала лаштує у щілинах скель малими групами. Самиця народжує одне маля в рік і самиці утворюють малі дитсадкові групи. В основному полюють на великих лускокрилих. Вони є сильними літунами й літають на значні відстані від сідал.